# 松江府志
《松江府志》是指松江府（今上海松江）的方志。
松江之建置，始於唐玄宗天寶年間的华亭县，明初洪武年間改为直隶府，领华亭、上海、青浦三县，为江南繳稅大區。《松江府志》最早撰寫於元朝，如张之翰有大德《松江郡志》八卷，南宋時還有杨潜撰绍熙《云间志》三卷。
明朝與清朝曾多次增修。正德七年（1512年）顾清应當时任松江知府陈威之聘，纂有正德《松江府志》三十二卷，共有三十二目，又附目十七，《郑堂读书记补逸》称“其书取诸旧志，参订考证，正讹补阙”“详博而不伤于冗滥，叙述亦具史体，堪与王守溪《姑苏志》并称焉”。雷琳《云间志略》称顾清“素留心经济，而复注念桑梓，遂加修辑，成郡信史”。崇禎年間還修有《松江府志》五十八卷，董其昌手书《崇祯松江府志序》。
清朝多次重修《松江府志》，計有《康熙松江府志》、《康熙补辑松江府志》、《嘉庆松江府志》、《光绪松江府续志》。